# Полувписанная сфера

Полувписанная сфера триакисикосаэдра. Сегменты сферы, лежащие вне многогранника, выделены цветом.

Полувпи́санная сфе́ра — сфера, касающаяся всех рёбер многогранника.
Пересекает каждую грань многогранника по окружности, вписанной в данную грань.
Если у многогранника существует полувписанная сфера, то двойственный к нему многогранник всегда можно расположить так, чтобы они оба имели одну и ту же полувписанную сферу и рёбра обоих многогранников касались её в одних и тех же точках.

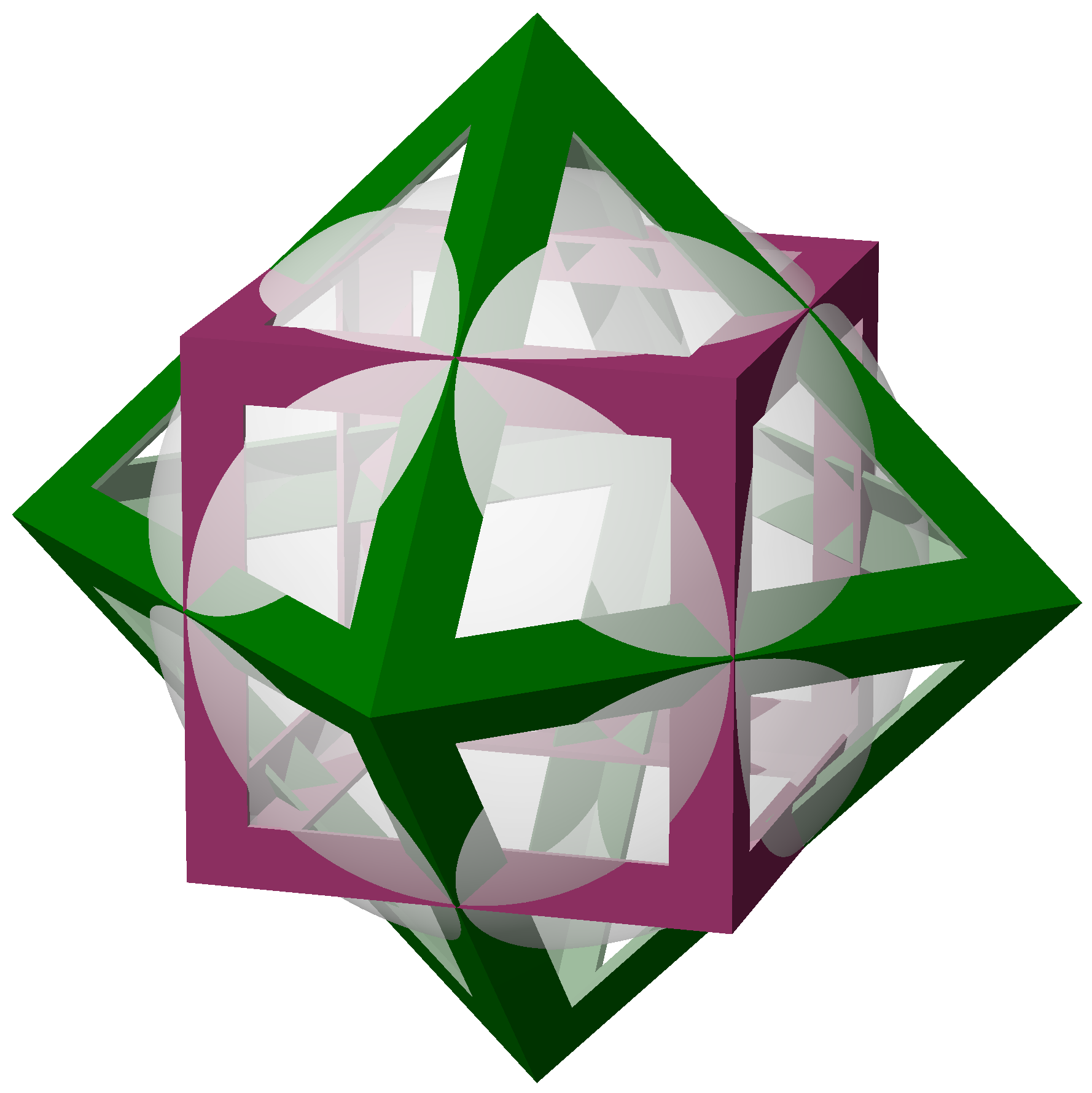
Куб и двойственный к нему октаэдр с общей полувписанной сферой

## Существование
Все правильные и полуправильные многогранники имеют полувписанную сферу.
У произвольного тетраэдра полувписанная сфера есть тогда и только тогда, когда он является каркасным.